# كارلا خان
كارلا خان (بالإنجليزية: Carla Khan)‏ هي لاعبة الاسكواش باكستانية، ولدت في 18 أغسطس 1981 في لندن في المملكة المتحدة.

## وصلات خارجية
- كارلا خان على موقع SquashInfo.com (الإنجليزية)
- كارلا خان على موقع اتحاد ألعاب الكومنولث (مؤرشف) (الإنجليزية)